# امه میلارت
امه میلارت (انگلیسی: Aimé Maillart; ۲۴ مارس ۱۸۱۷ – ۲۶ مهٔ ۱۸۷۱) آهنگساز اهل فرانسه بود.
وی همچنین برندهٔ جوایزی همچون لژیون دونور (شوالیه) و جایزه بزرگ رم شده‌است.